# Šibeniční vrch
Šibeniční vrch este o arie protejată (sit de importanță comunitară — SCI) din Republica Cehă întinsă pe o suprafață de 5,59 ha, integral pe uscat.

## Localizare
Centrul sitului Šibeniční vrch este situat la coordonatele 50°19′46″N 12°31′27″E / 50.329444°N 12.524167°E.

## Înființare
Situl Šibeniční vrch a fost declarat sit de importanță comunitară în noiembrie 2009 pentru a proteja un număr necunoscut de specii din flora spontană și fauna sălbatică aflate în arealul zonei.

## Biodiversitate
Situată în ecoregiunea continentală, aria protejată conține 2 habitate naturale: Pante stâncoase silicioase cu vegetație casmofită, Pajiști uscate europene.
La baza desemnării sitului se află un număr nedeclarat de specii protejate.